# Processus thermodynamique
Un processus thermodynamique, ou une transformation thermodynamique, est une transformation (ou une série de transformations) chimique ou physique d’un système partant d’un état d’équilibre initial pour aboutir à un état d’équilibre final.

## Typologie
On distingue plusieurs types de processus selon le déroulement de la transformation :
- un « processus ouvert » est une transformation dans laquelle l’état final est différent de l’état initial ;
- un « processus cyclique » est une transformation dans laquelle l’état final est identique à l’état initial ;
- un « processus réversible » est une transformation dans laquelle le bilan entropique est nul (il n'y a pas création d'entropie) ;
- un « processus irréversible » est une transformation dans laquelle le bilan entropique est positif (il y a création d'entropie) ;
- un « processus quasi statique » est une transformation constituée d'une suite continue d'états d'équilibre interne du système ;

et selon les conditions dans lesquelles se déroule la transformation :
- un « processus adiabatique » est une transformation à chaleur échangée nulle ;
- un « processus polytropique » est une transformation faisant appel à un transfert thermique :
  - un « processus isobare » est une transformation à pression constante ;
  - un « processus isochore » est une transformation à volume constant ;
  - un « processus isotherme » est une transformation à température constante ;
  - un « processus isentropique est une transformation à entropie constante ;
- un « processus isenthalpique » est une transformation à enthalpie constante ;
- un « processus monobare » est une transformation à pression externe constante (la pression du système peut varier, mais elle est égale à la pression externe au début et à la fin de la transformation) ;
- un « processus monotherme » est une transformation à température externe constante (la température du système peut varier, mais elle est égale à la température externe au début et à la fin de la transformation).